# Sick of It All (EP)
Sick of It All è il primo EP dell'omonimo gruppo hardcore punk statunitense.
Inizialmente viene pubblicato in sole 4000 copie, 1000 in vinile nero, altrettante in vinile rosso e 300 in edizione limitata numerata per il 924 Gilman Street di Berkeley, California, seguite dalla produzione generale di 2000 copie. Successivamente, nel 1988, le tracce vennero ri-registrate ed aggiunte al loro primo album di studio, Blood, Sweat and No Tears.
La Revelation ha ripubblicato l'EP in vinile ed in CD nel 1997 per festeggiare il decimo anniversario della pubblicazione dell'album. La ristampa in vinile è consistita in 1100 copie in vinile nero ed in 102 in vinile grigio. Nel dicembre 2001, inoltre, sono state pubblicate le ultime 300 copie in vinile bianco, mentre attualmente sono in stampa solo le edizioni in CD.

## Tracce

### Versione del 1987

#### Lato A
1. It's Clobberin' Time/Just Lies - 1:30
2. Pete's Sake - 0:54
3. Friends Like You - 1:06
4. Bullshit Justice - 1:40

#### Lato B
1. Pay the Price - 0:45
2. Pushed Too Far/Give Respect - 1:51
3. The Deal - 1:07
4. N.S./My Revenge - 1:13

### Versione del 1997
1. It's Clobberin' Time - 0:45
2. Just Lies - 0:45
3. Pete's Sake - 0:54
4. Friends Like You - 1:06
5. Bullshit Justice - 1:40
6. Pay the Price - 0:45
7. Pushed Too Far - 0:57
8. Give Respect - 0:54
9. The Deal - 1:07
10. N.S./My Revenge - 1:13

## Formazione
- Lou Koller - voce
- Pete Koller - chitarra
- Rich Cipriano - basso
- Armand Majidi - batteria[2]